# Gilbert Buatère
Gilbert Buatère (c. 985–1. oktober 1018) var en af de første normanniske riddere i Syditalien ("Mezzogiorno"), og han hørte til Drengot-slægten. Han var søn af en ubetydelig, men rig ridder i Carreaux ved Avesnes-en-Bray øst for Rouen. Carreaux gav familien dens andet navn de Quarrel. 
I 1016 var hans bror Osmond Drengot på jagt sammen med Richard 2. af Normandiet. Under jagten dræbte Osmond hertugens slægtning William Repostel, fordi denne havde forgrebet sig på en af Osmonds døtre. Richard lod Osmond beholde livet, men landsforviste ham. Før Osmond forlod Normandiet, samlede han en styrke på omkring 250 krigere: Eventyrere, fredløse, unge adelsmænd uden fremtid i Frankrig og fire af sine brødre: Rudolph, Gilbert Buatère, Rainulf og Asclettin. De drog til Italien, hvor de havde planer om at tilbyde deres tjeneste til det byzantiske rige, som i Syditalien havde hænderne fulde i kampen mod lombarderne, saracenerne, pavestaten og det tysk-romerske rige. 
Brødrene kom nu ikke i byzantinsk tjeneste, for der var udbrudt oprør i området, og normannerne gik i tjeneste hos de lombarder, der stod for opstanden, Melus af Bari og Guaimar 3. af Salerno. Oprørssyrkerne tørnede sammen med en byzantinsk hær i slaget ved Cannae i 1018, og byzantinerne vandt en knusende sejr. Gilbert Buatère nævnes af flere kilder som normannernes leder i slaget. Både han og broderen Osmond blev dræbt, og af de samtidige skildringer fremgår det, at kun 10 normanniske riddere overlevede slaget.
Gilbert Buatère nåede ikke at opleve, hvordan Drengot-slægten vandt magt og indflydelse i Syditalien under ledelse af broderen Rainulf.